# فیسکارس
گروه فیسکارس (به فنلاندی: Fiskars Group) یا شرکت فیسکارس، یک شرکت گروه فنلاندی است. این شرکت ریشه در روستای فیسکارس (در شهر راسپری، در حدود ۱۰۰ کیلومتری (۶۲ مایلی) غرب هلسینکی) دارد، جایی که در سال ۱۶۴۹ میلادی در آنجا تأسیس شد. قدیمی‌ترین کسب‌وکار هنوز در فنلاند فعال است؛ مقر جهانی آن در منطقهٔ اربیانرانتا هلسینکی است. این یکی از قدیمی‌ترین شرکت‌های جهان است.
این شرکت در طول دهه‌ها در بخش‌های مختلف فعالیت داشته‌ است. فیسکارس قبلاً بیشتر به خاطر قیچی‌های دسته نارنجی‌اش که در سال ۱۹۶۷ میلادی تولید شد، شناخته شده بود. بیش از یک میلیارد از این محصول تا سال ۲۰۱۰ میلادی فروخته شد. در سال ۲۰۱۹ میلادی محصولات آن مربوط به خانه، فعالیت در فضای باز، دکوراسیون داخلی و چیدمان میز می‌باشد. مارک‌های کلیدی آن امروزه عبارتند از فیسکارس، ایتالا، رویال کپنهگن، وج‌ وود و واترفورد.
مجلهٔ بازاریابی فنلاندی بازاریابی و تبلیغات دریافت که برندهای فیسکارس به‌طور منظم در بین برندهای با ارزش فنلاند هستند.